# Agylla beema
Agylla beema là một loài bướm đêm thuộc phân họ Arctiinae, họ Erebidae.